# Maccheroni al ferretto

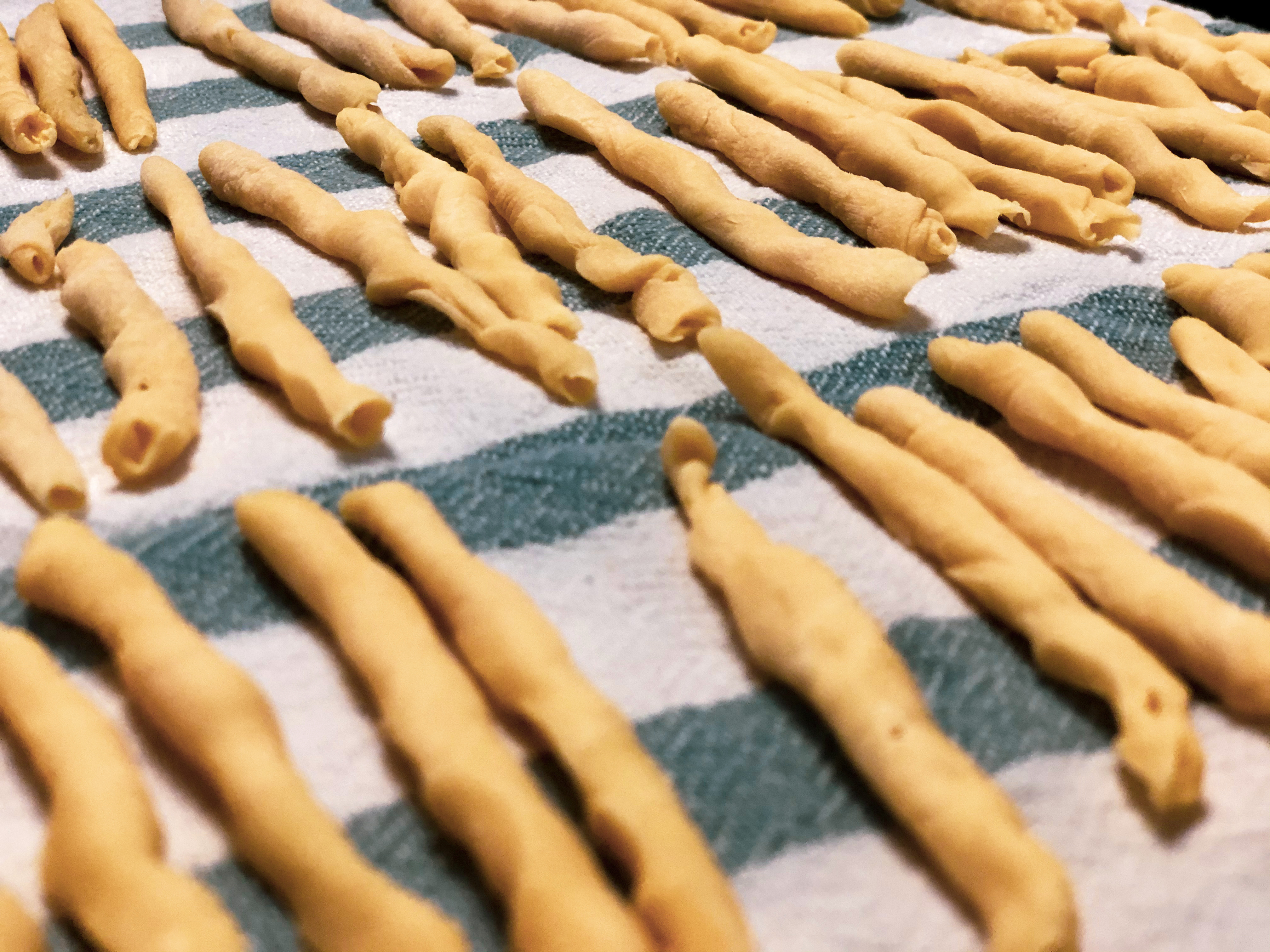
Ceppe

I maccheroni al ferretto sono diversi tipi di pasta diffusi in tutta Italia ottenuti utilizzando un apposito ferretto o, in alternativa, un ferro da calza, e altri tipi di stanghette o bastoncini.

## Storia
I maccheroni al ferretto sono di umili origini, e venivano preparati dalle donne che volevano evitare sprechi in cucina. I maccheroni al ferretto vengono oggi preparati in tutta la Penisola, comprendono le busiate, le ceppe, i frizzuli, i maccarones de busa, i macaron del frèt, e i maccheroni bobbiesi, e vengono preparati utilizzando sughi di carne come il ragù.
L'identificazione delle paste preparate con il ferretto è stata resa problematica a causa dell'area semantica molto vasta del termine "maccheroni", tant'è che in questa categoria rientrano alcuni tipi di fusilli, scialatielli, i fileja, le scilatelle e strangolapreti preparati usando una stanghetta.

## Preparazione
Esistono due tecniche per preparare i maccheroni al ferretto:
- Si preme un ferretto su un cilindretto di pasta e arrotolarlo sulla spianatoia finché la pasta si assottiglia e richiude.
- Si arrotola a spirale una striscia di pasta lungo una stecca, che viene poi sfilata con un colpo secco.